# Château de la Motte (Château-Renard)
El castillo de la Motte (en francés: Château de la Motte) es un château francés del siglo XVII situado en la comuna de Château-Renard, en el departamento de Loiret en la región de Centro-Val de Loira. Tiene un parque de 13 hectáreas de extensión, en el que se incluyen jardines «à l'anglaise», «à la française», rosaleda y huerto, de propiedad privada. Se abre al público solamente unos días al mes y se paga una tarifa de entrada. Château-Renard se encuentra en la zona noreste del departamento de Loiret, en el distrito de Montargis y es la chef-lieu y mayor población del cantón de Château-Renard.
El castillo de la Motte ha sido objeto de una inscripción a título de los monuments historiques de France desde el 15 de marzo de 1945.
El edificio está fuera del perímetro de Val de Loire inscrito como Patrimonio de la Humanidad de la UNESCO.

## Historia

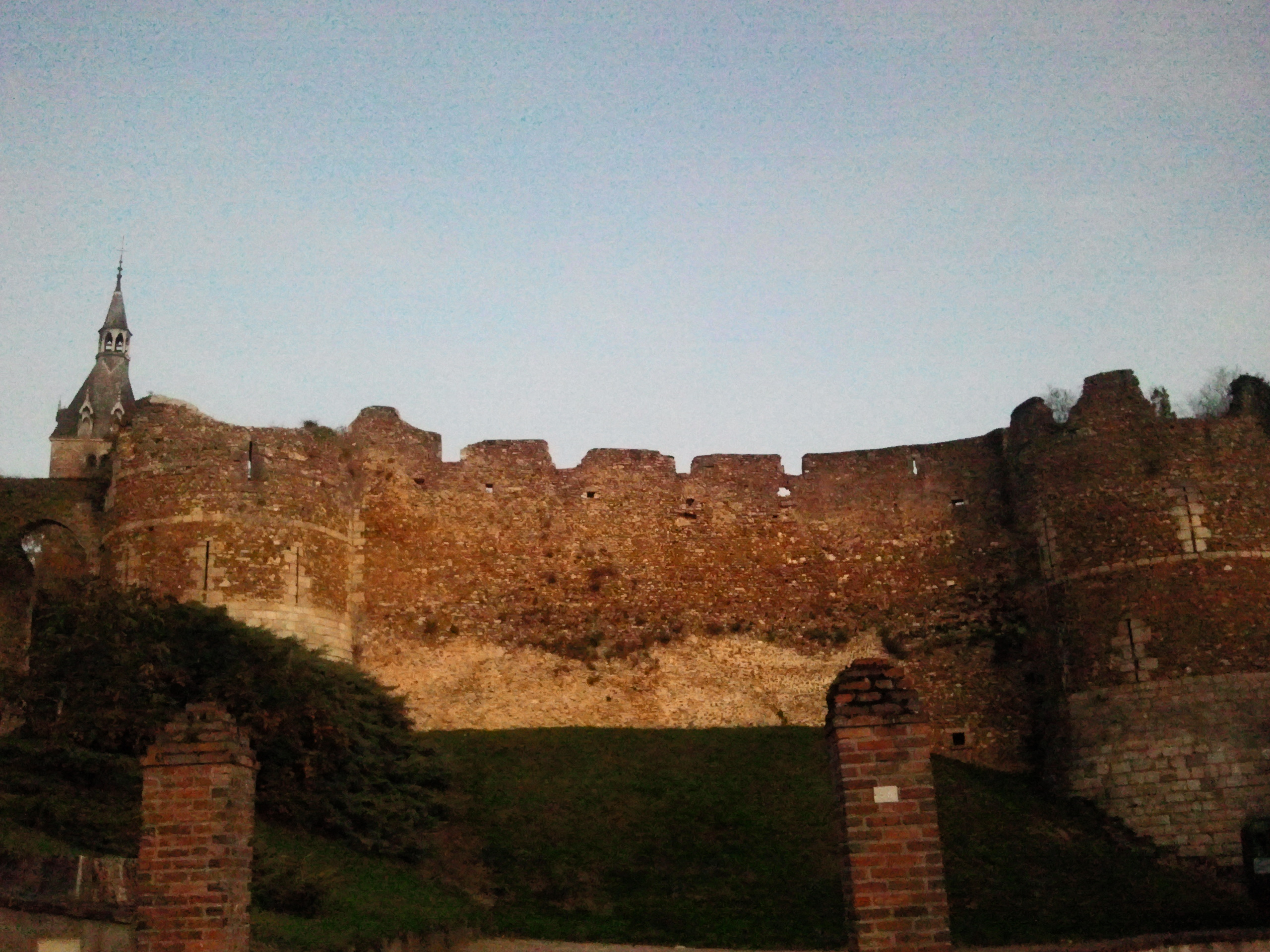
Ruinas de las murallas del antiguo castillo «Château Haut» clasificado Monuments historiques desde el 14 de octubre de 1911 con nº ref PA00098739.

Esta tierra de Château-Renard tiene una doble historia, la del castillo de su parte superior denominado «Château Haut» ('castillo de arriba'), y el «Château Bas» ('castillo de abajo') este denominado como el château de la Motte (Mota).
Este último fue construido alrededor del año 910, por Fromont, conde de Sens exiliado, en estos lugares, por el rey por haber insultado al arzobispo de Sens. En un alto de las orillas del río Ouanne, fue llamado en un primer momento como castillo del Ouanne, y fue el lugar de nacimiento de la localidad. Pero al morir en el año 950 Fromont dejó por heredero a un belicoso hijo apodado Renard  (zorro). Después de haber hecho la guerra durante su juventud contra los sajones, el emperador Otón y el rey Lotario, que había invadido la región de Champagne donde se encontraba su pariente Robert, Renard se retiró al castillo de Ouanne que tenía una pésima situación. Por lo cual, localizó una altura, y luego levantó el castillo al que puso su nombre: "Château-Renard", y se lo dio a la localidad. Este guerrero murió en la víspera del año mil. Uno de sus descendientes, Guy Renaud, se casó con una condesa de Joinville. Parecía tan poderoso que, en el año 1110, el rey Luis VI de Francia ordenó que su fortaleza el château-Renard fuera arrasada. Pero fue reconstruido, con la autorización de san Luis, en el siguiente siglo por su nieto Gauthier, quién tenía por esposa, a Amicie de Montfort, de regreso de Tierra Santa, fundó en 1242 la capilla convento de los Dominicos de Montargis. El convento ya fue fundado por el mismo, de acuerdo con Gauthier II, antes de salir para Palestina, donde murió. Ella se convirtió, al final de sus días, en abadesa del convento al que enriquece con sus propiedades personales de Amilly.
De la unión de Gauthier y Amicie nació una hija, Pétronille, que llevaba el título de condesa de Joigny. Viuda en primeras nupcias de un Courtenay, se casó, en segundas nupcias, con Enrique II Sully, uno de cuyos descendientes fue mayordomo de Francia bajo el reinado de Felipe el largo, e intercambió el señorío del Château-Renard con Felipe le bel que se reúnen en la corona. Este señorío fue dado por Felipe VI de Valois en prerrogativa, con el ducado de Orleans, a su hijo Felipe. Este es el origen de la primera casa de Orleans, que ascendió al trono con Luis XII de Francia. El rey vendió en 1513, el  «Château Haut» al preboste Desaut. Francisco I de Francia hizo comenzar la subasta, y le correspondió a Gaspard de Coligny, que se había casado en 1437 con Catherine Lourdin Saligny, condesa de Chatillon-sur-Loing, de la casa de Braque. Este es el origen de Coligny en el "Orléanais".

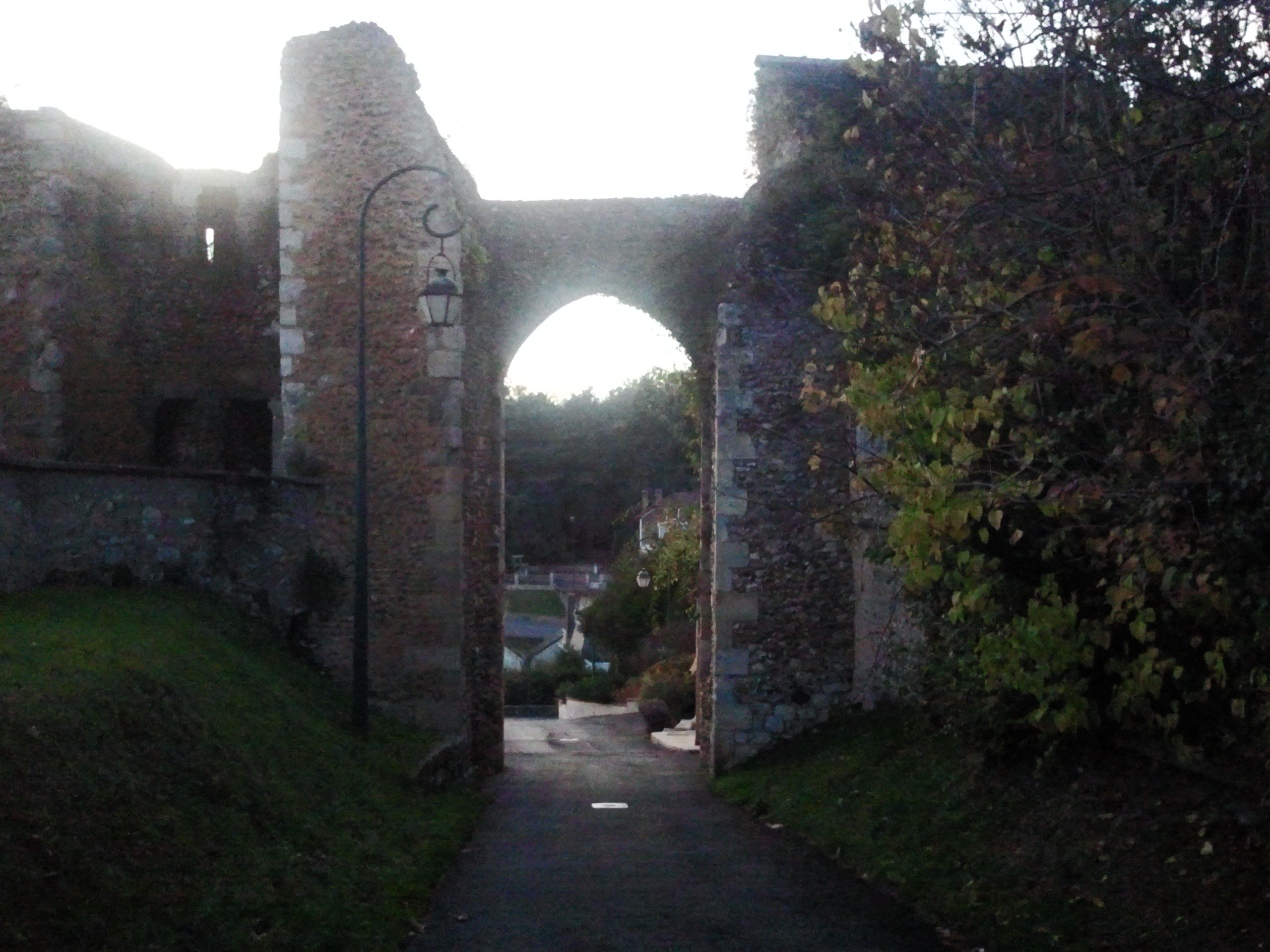
Antigua puerta de iglesia de St Etienne junto a las ruinas del antiguo castillo « Château Haut ».

El mariscal, que se había casado en 1514 con Luisa de Montmorency, hermana del famoso condestable católico del mismo nombre y la madre de Anne Gaspard II que se hizo famoso con el nombre del almirante de Coligny, jefe de los protestantes. Cuando Luisa de Montmorency se quedó viuda en 1531, reúne en su propia persona las dos castellanías la del « Château Haut », y el « Château Bas » este denominado como el "Château de la Motte". En 1561, el almirante de Coligny, quien se llevó el título de líder de la Reforma protestante instaló un gobernador protestante en la fortaleza de "Château-Renard". Pero Barbezieux, capitán de las tropas reales, se apoderó del castillo de Château-Renard en 1562. Después de haber expulsado a los hugonotes, saqueó el château de la Motte y lo derribó para no tener que defenderlo. Pero Luisa de Coligny hija del almirante y viuda del Príncipe de Orange, lo  reconstruyó en 1609. Fredric, el conde de Nassau, había puesto la primera piedra. Ahora el castillo tiene un gran edificio principal flanqueado por dos alas con dos enormes torres en el lado oriental. Un puente hacia el oeste, que queda del antiguo castillo, ofrece acceso al patio, que está flanqueado al norte y dos alas bajas al sur que terminan dos pequeños pabellones, la obra fue realizada en 1765 por Jean Fougeret. Fue construido de ladrillo, excepto en el lado del parque, donde se realizó en piedra.
Bajo la administración de los señores de la Casa de Nassau, los campesinos católicos, animados por el conde de Saint-Pol, gobernador del "Orléanais", se defienden por la fuerza de las armas contra los protestantes y es destruida en parte la nueva fortaleza del « Château Haut » en 1621. Luis XIII de Francia ordenó en 1627 de arrasarlo de forma permanente. Del antiguo edificio de Renard, solo permanecen seis torretas, dos de las cuales controlan la entrada. Un amasijo de las murallas de bloqueo revestidas de sílex con vistas a la llanura; se defiende contra cualquier escalada en un montículo rodeado de zanjas. Al este, una antigua puerta románica que son restos de una antigua sala abovedada. Del conjunto de las ruinas destaca una mazmorra del donjon, la iglesia y un brocal de pozo de tres metros de diámetro.
El señorío de Château-Renard, cuya fortaleza fue demolida, pasa en 1658 a la casa de Nassau rama de Amat, y de segundas en 1680, a la rama de Aquin, que se acumulan en 1755 en el duque de Orleans, a continuación al señor de Fougeret quién lo mantuvo hasta la Revolución francesa.
Jean de Fougeret, antiguo capitán del regimiento de la "Rivière" y restaurador del "Château de la Motte", puso su cabeza en el cadalso. La posesión del dominio les fue entregada a sus descendientes más tarde, los cuales la vendieron al señor Paul de Baert, casado con la señorita Lamoignon de Malesherbes, la nieta del defensor de Luis XVI de Francia. Baert dejó una hija única que trajo una dote a M. Lepelletier des Forts. Murió en 1861, quedándose una hija única que, a su vez, trajo la propiedad en el matrimonio a la casa de Maleyssie. El conde de Maleyssie se apresuró a restaurar el castillo que él dejó a su hija. Esta restauración se completó en 1882.

## El parque y los jardines
Ubicado en un parque con árboles centenarios y flanqueado por su « Jardin Renaissance Française » (Jardín renacentista francés ) con rosas, peonías, lirios y azucenas.
Parque paisajista « à l'anglaise », y huerto-jardín « à la française », del siglo XIX.